# Зепіквено Редмонд
Зепікве́но Ре́дмонд (нід. Zepiqueno Redmond; нар. 14 березня 2006) — нідерландський футболіст, нападник англійського клубу «Астон Вілла».

## Клубна кар'єра

### «Феєнорд»
Вихованець команд «Александрія '66», «Зверверс» і «АДО Ден Гаг», в 2019 року приєднався до академії «Феєнорда». 16 червня 2022 року підписав з клубом свій перший професіональний контракт, що розрахований до літа 2025 року.
10 листопада 2024 року дебютував в основному складі «Феєнорда» в матчі Ередивізі проти клубу «Алмере Сіті», вийшовши з перших хвилин гри. 17 грудня 2024 року в поєдинку Кубка Нідерландів проти МВВ (Маастрихт) забив свої перші голи в професіональній кар'єрі, принісши перемогу своїй команді (2-1). 18 лютого 2025 року в матчі Ліги чемпіонів УЄФА проти італійського «Мілана» дебютував у єврокубках.

### «Астон Вілла»
1 липня 2025 року на правах вільного агента перейшов в англійський клуб «Астон Вілла».

## Кар'єра в збірній
Народився у Нідерландах та має суринамське походження. Виступав за збірні Нідерландів до 16, до 17, до 18 і до 19 років. В травні 2023 року в складі збірної до 17 років виступав на юнацькому чемпіонаті Європи в Угорщині. На турнірі провів три матчі, а його команда не вийшла з групи.
В травні 2025 року потрапив в заявку збірної до 19 років на юнацький чемпіонат Європи в Румунії. На турнірі провів два матчі, відзначившись дублем проти збірної Англії, а його команда вперше в історії стала переможцем чемпіонату Європи в цій віковій категорії .

## Статистика виступів
Станом на 30 березня 2025 
| Клуб              | Сезон             | Чемпіонат         | Чемпіонат | Чемпіонат | Кубок | Кубок | Кубок ліги | Кубок ліги | Єврокубки | Єврокубки | Інші  | Інші | Всього | Всього |
| Клуб              | Сезон             | Дивізіон          | Матчі     | Голи      | Матчі | Голи  | Матчі      | Голи       | Матчі     | Голи      | Матчі | Голи | Матчі  | Голи   |
| ----------------- | ----------------- | ----------------- | --------- | --------- | ----- | ----- | ---------- | ---------- | --------- | --------- | ----- | ---- | ------ | ------ |
| Феєнорд           | 2024–25           | Ередивізі         | 4         | 0         | 3     | 2     | —          | —          | 2         | 0         | 0     | 0    | 9      | 2      |
| Астон Вілла       | 2025–26           | Прем'єр-ліга      | 0         | 0         | 0     | 0     | 0          | 0          | 0         | 0         | —     | —    | 0      | 0      |
| Всього за кар'єру | Всього за кар'єру | Всього за кар'єру | 4         | 0         | 3     | 2     | 0          | 0          | 2         | 0         | 0     | 0    | 9      | 2      |

1. ↑  Матчі в Лізі чемпіонів УЄФА

## Досягнення
Збірна Нідерландів (до 19)
- Переможець юнацького чемпіонату Європи (до 19 років): 2025[18]